# Edwin Southern
Edwin Mellor Southern (Burnley, 7 de junho de 1938) é um biólogo e bioquímico britânico.
Especializado em biologia molecular, é o inventor do teste de DNA Southern blot, pelo qual recebeu o Prémio Lasker de 2005.
Edwin Southern foi Professor Whitley de Bioquímica da Universidade de Oxford, de 1985 a 2005, e o fundador da empresa Oxford Gene Technology, criada em 1995 para comercialização do trabalho por si desenvolvido na técnica de DNA microarray.
Recebeu o título de sir em junho de 2003, pelo conjunto do seu trabalho em tecnologias ligadas ao DNA.